# René Génin (Schauspieler)
René Génin (* 25. Januar 1890 in Aix-en-Provence, Département Bouches-du-Rhône; † 24. Oktober 1967 in Paris) war ein französischer Film- und Theaterschauspieler.

## Leben
René Génin war fast 20 Jahre einer der beliebtesten Nebendarsteller. Besonders bekannt wurde er für die Filme Der Mörder wohnt in Nr. 21 (1942), Eine fatale Familie (1943) und Der Nachtigallenkäfig (1944).
Er ist auf dem Friedhof Saint-Pierre in Aix-en-Provence bestattet.

## Filmographie (Auswahl)
- 1931: L’Amour à l’américaine – Regie: Claude Heymann
- 1931: En zinc sec – Regie: Louis Mercanton (Kurzfilm)
- 1933: Deux picon-grenadine – Regie: Pierre-Jean Ducis (Kurzfilm)
- 1933: Gudule – Regie: Pierre-Jean Ducis (Kurzfilm)
- 1933: La Fusée – Regie: Jacques Natanson
- 1933: Le Dernier Preux – Regie: Pierre-Jean Ducis (Kurzfilm)
- 1934: La Prison von Saint-Clothaire – Regie: Pierre-Jean Ducis (Kurzfilm)
- 1934: Quatre à Troyes – Regie: Pierre-Jean Ducis (Kurzfilm)
- 1934: Le Cavalier Lafleur – Regie: Pierre-Jean Ducis
- 1934: Un petit trou pas cher – Regie: Pierre-Jean Ducis (Kurzfilm)
- 1934: Le Centenaire – Regie: Pierre-Jean Ducis (Kurzfilm)
- 1934: L’Auberge du Petit-Dragon – Regie: Jean de Limur
- 1935: Cocaïne – Regie: Louis S. Licot (Kurzfilm)
- 1935: Le Vertige – Regie: Paul Schiller
- 1935: Ferdinand le noceur – Regie: René Sti
- 1935: Le Crime de Monsieur Pégotte – Regie: Pierre-Jean Ducis (Kurzfilm)
- 1935: Jim la houlette – Regie: André Berthomieu
- 1935: La Famille Pont-Biquet – Regie: Christian-Jaque
- 1935: Méfiez-vous des amis – Regie: Michel Einert (Kurzfilm)
- 1935: Les deux Docteurs – Regie: Pierre-Jean Ducis (Kurzfilm)
- 1935: La Clef des champs – Regie: Pierre-Jean Ducis (Kurzfilm)
- 1935: Les Gaîtés de la finance – Regie: Jack Forrester
- 1936: Le Parapluie de Monsieur Bec (Le Collier du Grand Duc) – Regie: Robert Péguy (Kurzfilm)
- 1936: Das Verbrechen des Herrn Lange (Le Crime de Monsieur Lange)
- 1936: Les Mutinés de l’Elseneur – Regie: Pierre Chenal
- 1936: Haut comme trois pommes – Regie: Ladislao Vajda und Pierre Ramelot
- 1936: Une fille à papa – Regie: René Guissart
- 1936: Jenny – Regie: Marcel Carné
- 1936: Les Jumeaux de Brighton – Regie: Claude Heymann
- 1936: 27, rue de la paix – Regie: Richard Pottier
- 1936: Nachtasyl (Les Bas-fonds)
- 1936: Les Croquignolle – Regie: Robert Péguy (Kurzfilm)
- 1937: François I. – Regie: Christian-Jaque
- 1937: L’Homme de nulle part – Regie: Pierre Chenal
- 1937: Vous n’avez rien à déclarer? – Regie: Léo Joannon
- 1937: Le Choc en retour – Regie: Georges Monca und Maurice Kéroul
- 1937: Nuits de feu – Regie: Marcel L’Herbier
- 1937: La Danseuse rouge – Regie: Jean-Paul Paulin
- 1937: Spiel der Erinnerung (Un carnet de bal)
- 1937: Gribouille – Regie: Marc Allégret
- 1937: Ein sonderbarer Fall (Drôle de drame)
- 1937: Un déjeuner de soleil – Regie: Marcel Cravenne
- 1937: Le Gagnant – Regie: Yves Allégret
- 1938: Orage – Regie: Marc Allégret
- 1938: L’Innocent – Regie: Maurice Cammage
- 1938: Nuits de prince – Regie: Vladimir Strijewski
- 1938: Ramuntcho – Regie: René Barberis
- 1938: Les Gens du voyage – Regie: Jacques Feyder
- 1938: Das Geheimnis von St. Agil (Les Disparues de Saint-Agil)
- 1938: Hafen im Nebel (Le Quai des brumes)
- 1938: L’Accroche-cœur – Regie: Pierre Caron
- 1938: Ernest le rebelle
- 1938: Sommes-nous défendus? – Regie: Jean Loubignac
- 1938: La Vierge folle – Regie: Henri Diamant-Berger
- 1939: Raphaël le tatoué – Regie: Christian-Jaque
- 1939: Mon oncle et mon curé – Regie: Pierre Caron
- 1939: L’Entraîneuse – Regie: Albert Valentin
- 1939: Der Tag bricht an (Le Jour se lève)
- 1939: Fric-Frac – Regie: Maurice Lehmann
- 1939: Jeunes filles en détresse
- 1939: Dernière Jeunesse – Regie: Jeff Musso
- 1939: La Charrette fantôme – Regie: Julien Duvivier
- 1939: Le Paradis de Satan – Regie: Félix Gandéra
- 1940: Sur le plancher des vaches – Regie: Pierre-Jean Ducis
- 1940: L’Homme qui cherche la vérité – Regie: Alexander Esway
- 1940: Pour le maillot jaune – Regie: Jean Stelli
- 1940: La Comédie du bonheur – Regie: Marcel L’Herbier
- 1941: Fromont jeune et Risler aîné – Regie: Léon Mathot
- 1941: Le Valet maître – Regie: Paul Mesnier
- 1941: L’Appel du stade – Regie: Marcel Martin (Kurzfilm)
- 1942: Im Fieber der Liebe (Fièvres) – Regie: Jean Delannoy
- 1942: Le Moussaillon – Regie: Jean Gourguet
- 1942: Retour au bonheur – Regie: René Jayet
- 1942: La Loi du printemps – Regie: Jacques Daniel-Norman
- 1942: Le journal tombe à cinq heures – Regie: Georges Lacombe
- 1942: Mademoiselle Swing – Regie: Richard Pottier
- 1942: Der Mörder wohnt Nr. 21 (L’assassin habite au 21)
- 1942: Patricia – Regie: Paul Mesnier
- 1943: La Bonne Étoile – Regie: Jean Boyer
- 1943: La Chèvre d’or – Regie: René Barberis
- 1943: À la belle frégate – Regie: Albert Valentin
- 1943: Untel Père et Fils – Regie: Julien Duvivier
- 1943: Eine fatale Familie (Goupi Mains Rouges)
- 1943: Adémaï bandit d’honneur – Regie: Gilles Grangier
- 1943: Mon amour est près de toi – Regie: Richard Pottier
- 1943: L’Homme de Londres – Regie: Henri Decoin
- 1943: Pierre et Jean – Regie: André Cayatte
- 1944: L’aventure est au coin de la rue – Regie: Jacques Daniel-Norman
- 1944: Le Voyageur sans bagage – Regie: Jean Anouilh
- 1944: La Collection Ménard – Regie: Bernard Roland
- 1945: Paméla von Pierre – Regie: Hérain
- 1945: Les Caves du Majestic – Regie: Richard Pottier
- 1945: L’Invité de la onzième heure – Regie: Maurice Cloche
- 1945: Der Nachtigallenkäfig (La Cage aux rossignols)
- 1945: Der König der Nassauer (Le Roi des resquilleurs) – Regie: Jean-Devaivre
- 1945: L’Enquête du 58 – Regie: Jean Tedesco (Kurzfilm)
- 1946: Le Dernier Sou – Regie: André Cayatte
- 1946: Au pays des cigales – Regie: Maurice Cam
- 1946: Jéricho – Regie: Henri Calef
- 1946: La Rose de la mer – Regie: Jacques de Baroncelli
- 1946: Le Bateau à soupe – Regie: Maurice Gleize
- 1946: Le Pavillon de la folle – Regie: Jean Gourguet
- 1947: Spürhunde (Les gosses mènent l’enquête) – Regie: Maurice Labro
- 1947: Le Beau Voyage – Regie: Louis Cuny
- 1947: La Maison sous la mer – Regie: Henri Calef
- 1947: Le Village perdu – Regie: Christian Stengel
- 1947: Les Amants du pont Saint-Jean – Regie: Henri Decoin
- 1948: Fiacre 13 – Regie: Raoul André und Mario Mattòli
- 1948: Les Bienfaits de Monsieur Ganure – Regie: André Hugon (Kurzfilm)
- 1949: Les Dieux du dimanche – Regie: René Lucot
- 1949: Die Liebenden von Verona (Les Amants de Vérone) – Regie: André Cayatte
- 1949: Rosen der Liebe (L’Inconnu d’un soir) – Regie: Hervé Bromberger
- 1949: Les Vagabonds du rêve – Regie: Charles-Félix Tavano
- 1949: Bauernhof der sieben Sünden (La Ferme des sept péchés) – Regie: Jean-Devaivre
- 1949: La Passagère – Regie: Jacques Daroy
- 1949: Tête blonde – Regie: Maurice Cam
- 1950: Amour et Compagnie – Regie: Gilles Grangier
- 1950: L’Atomique Monsieur Placido – Regie: Robert Hennion
- 1950: Gott braucht Menschen (Dieu a besoin des hommes) – Regie: Jean Delannoy
- 1950: Le Trésor de Cantenac – Regie: Sacha Guitry
- 1950: Tu m’as sauvé la vie – Regie: Sacha Guitry
- 1951: Monsieur Octave – Regie: Maurice Téboul
- 1951: Unter dem Himmel von Paris (Sous le ciel de Paris)
- 1951: Liebe ein Traum (Juliette ou la clé des songes) – Regie: Marcel Carné
- 1951: Les Amants de Bras-Mort – Regie: Marcello Pagliero
- 1951: Le Clochard milliardaire – Regie: Léopold Gomez
- 1951: Verträumte Tage (L’Aiguille rouge)
- 1951: Hafengasse 5 (Le Garçon sauvage) – Regie: Jean Delannoy
- 1951: Der Totentisch (La Table-aux-crevés) – Regie: Henri Verneuil
- 1951: Piédalu à Paris – Regie: Jean Loubignac
- 1952: Éternel espoir – Regie: Max Joly
- 1952: Brelan d’as – Regie: Henri Verneuil
- 1952: Verbotene Frucht (Le Fruit défendu) – Regie: Henri Verneuil
- 1952: Geständnis einer Nacht (La Minute de vérité) – Regie: Jean Delannoy
- 1952: Le Secret d’une mère – Regie: Jean Gourguet
- 1953: Der Bäcker von Valorgue (Le Boulanger de Valorgue) – Regie: Henri Verneuil
- 1953: Le Chemin de la drogue – Regie: Louis S. Licot
- 1953: Quand te tues-tu? – Regie: Émile Couzinet
- 1953: La Route Napoléon – Regie: Jean Delannoy
- 1954: Der Hammel mit den fünf Beinen (Le Mouton à cinq pattes)
- 1954: Cadet Rousselle – Regie: André Hunebelle
- 1955: Casse-cou, mademoiselle – Regie: Christian Stengel
- 1955: Die schwarze Akte (Le Dossier noir)
- 1956: Si Paris nous était conté – Regie: Sacha Guitry
- 1956: Paris Palace-Hôtel – Regie: Henri Verneuil
- 1958: Le désir mène les hommes – Regie: Mick Roussel
- 1958: Gesetz ist Gesetz (La loi, c’est la loi)
- 1960: Augen ohne Gesicht (Les Yeux sans visage)
- 1960: Der Panther wird gehetzt (Classe tous risques)
- 1960: Krösus (Crésus) – Regie: Jean Giono
- 1961: Cocagne – Regie: Maurice Cloche
- 1962: Das brennende Gericht (La Chambre ardente)
- 1962: Mon oncle du Texas – Regie: Robert Guez
- 1962: La Salamandre d’or – Regie: Maurice Regamey
- 1963: Judex
- 1964: Jaloux comme un tigre – Regie: Darry Cowl
- 1965: 100 Millionen im Eimer (Cent briques et des tuiles)

## Fernsehen (Auswahl)
- 1965: La Misère et la Gloire – Regie: Henri Spade
- 1965: Les Cinq Dernières Minutes: Napoléon est mort à Saint-Mandé – Regie: Claude Loursais
- 1965: Frédéric le gardian

## Theater
- 1947: Revue von Rip, inszeniert von Robert Pisani am Théâtre de l’Étoile
- 1949: Les Bonnes Cartes von Marcel Thiébaut, inszeniert von Pierre Bertin am Théâtre Gramont
- 1949: Tu m’as sauvé la vie von Sacha Guitry, von den Schauspielern inszeniert am Théâtre des Variétés
- 1951: Vogue la galère von Marcel Aymé, inszeniert von Georges Douking am Théâtre de la Madeleine
- 1951: Le Sabre de mon père von Roger Vitrac, inszeniert von Pierre Dux am Théâtre de Paris
- 1952: Pauvre Monsieur Dupont von Raymond Vincy, inszeniert von Alice Cocéa am théâtre de l’Ambigu
- 1954: Adorable Julia von Marc-Gilbert Sauvajon und Guy Bolton d’après Somerset Maugham, inszeniert von Jean Wall am Théâtre du Gymnase
- 1959: La Collection Dressen von Harry Kurnitz, adaptation Marc-Gilbert Sauvajon, inszeniert von Jean Wall am Théâtre de la Madeleine
- 1962: Adorable Julia von Marc-Gilbert Sauvajon und Guy Bolton d’après Somerset Maugham, inszeniert von Jean Wall am Théâtre Sarah Bernhardt (Paris)